# Campbell's
Campbell Soup Company, meglio conosciuta come Campbell's, è una industria conserviera statunitense famosa per le sue zuppe vendute in 120 paesi in tutto il mondo. Produce anche gli snacks e i biscotti della Pepperidge Farm e i succhi della V8. Quotata al NYSE: CPB.
Celebri nel mondo dell'arte i barattoli Campbell grazie al dipinto Campbell's Soup Cans in cui vengono ritratti da Andy Warhol a partire dai primi anni sessanta.

## Storia

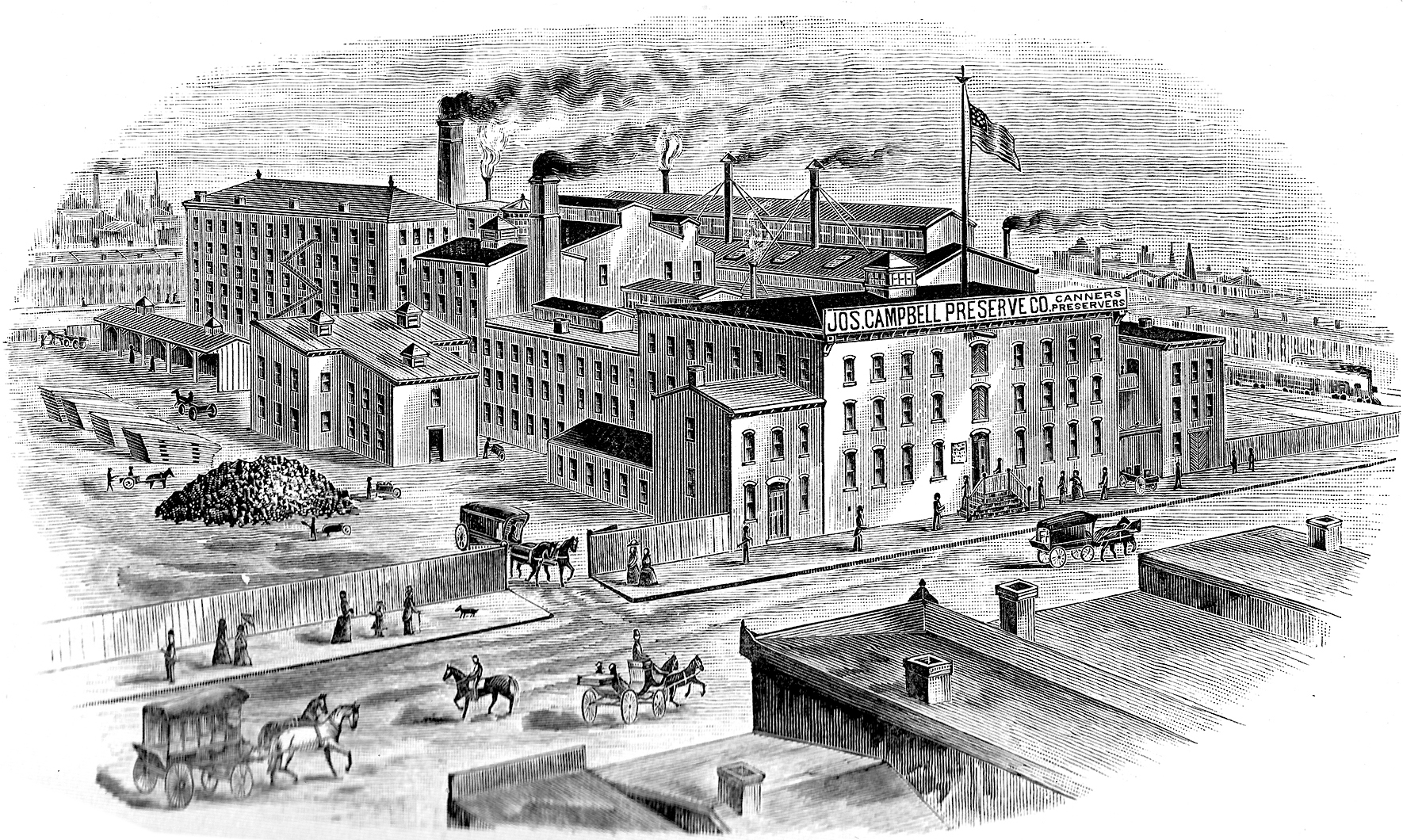
The Jos. A. Campbell Preserve Co., Camden, New York nel 1894

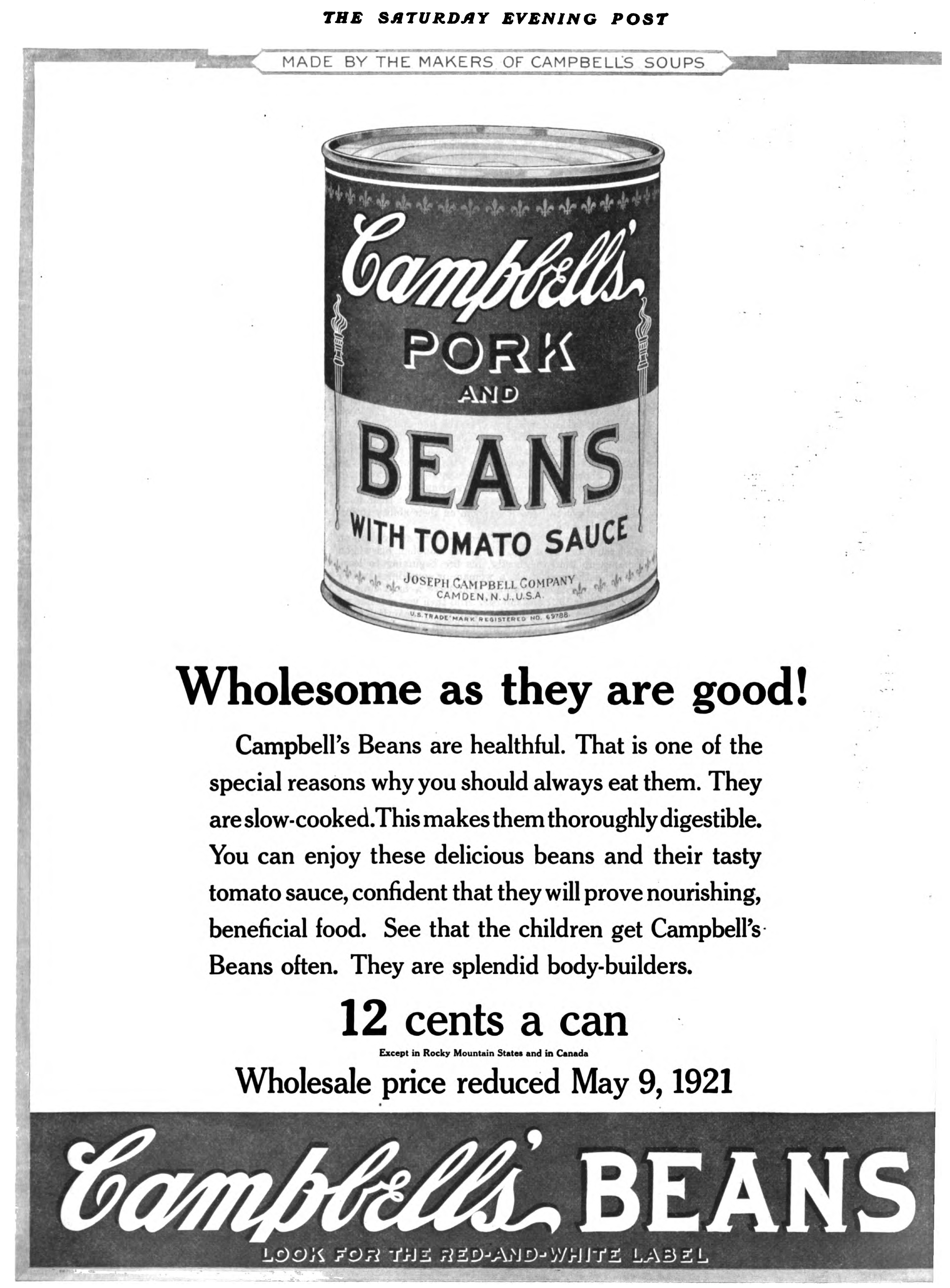
Annuncio della Joseph Campbell Company nel Saturday Evening Post, 1921.

### Gli inizi
Fondata nel 1869 da Joseph A. Campbell, un commerciante di frutta di Bridgeton, nel New Jersey, e da Abraham Anderson, produttore di fabbriche di ghiaccio del South Jersey: producono pomodori in scatola, verdure, gelatine, zuppe, condimenti e carni macinate. Nel 1876 Anderson lascia la società che viene chiamata "Joseph A. Campbell Preserve Company".  Nel 1897 John T. Dorrance, nipote del direttore generale Arthur Dorrance, inizia a lavorare nella società con uno stipendio di 7,50 dollari alla settimana: è un chimico laureato al MIT e all'Università di Göttingen, in Germania, e sviluppa un metodo commercialmente valido per condensare il brodo dimezzando la quantità del suo ingrediente più pesante, l'acqua. Diventerà anche presidente della società dal 1914 al 1930.
La lattina, con il suo design rosso e bianco e il sigillo metallico (una medaglia in bronzo) dell'Esposizione di Parigi del 1900 è cambiata molto poco, ad eccezione della frase scritta in francese nel sigillo: diceva "Exposition-Universelle-Internationale", è cambiata con la scritta in inglese "Paris International Exposition".

### L'espansione
Campbell Soup diventa una delle maggiori società alimentari del mondo sotto la guida di William Beverly Murphy, eletto vicepresidente esecutivo nel 1949 e poi presidente e amministratore delegato dal 1953 al 1972. Mentre lavorava presso la Soup Company di Campbell, ha reso pubblica la società e ha aumentato il portafoglio marchi includendo pane, biscotti e cracker di Pepperidge Farm, i suini e le paste americane, i succhi vegetali V8 (portavoce del marchio era nel 1948 Ronald Reagan), i brodi di Swanson e i cioccolatini Godiva. Sin dall'inizio Campbell Soup investe molto nella pubblicità, tra le campagne promozionali di successo quella che ha fatto conoscere i "Campbell Kids" disegnati dall'illustratrice Grace Drayton. La società ha avuto anche importanti sponsorizzazioni commerciali tra cui The Campbell Playhouse di Orson Welles, che in precedenza era stato il Mercury Theatre on the Air.
Nel 2006 la società inglese Premier Foods di St.Albans, Hertfordshire, acquisisce per 450 milioni di sterline (830 milioni di dollari)  la licenza di utilizzare il marchio per cinque anni nel Regno Unito e in Irlanda. Così Campbell Soup è ribattezzato Batchelors Condensed Soup (UK) ed Erin (Irlanda). Poi nel 2011 Campbell torna a vendere nel regno Unito con una nuova linea di dodici zuppe in tazza, riso salato, pasta e salsa: non più in lattine ma in pacchetti e scatole. Nel gennaio 2010 la consociata canadese di Campbell ha iniziato a vendere una linea di zuppe certificate dalla Società islamica del Nord America come halal (preparate secondo la legge islamica). Sebbene Campbell non abbia piani per vendere le sue zuppe halal negli Stati Uniti, l'iniziativa ha suscitato molte critiche, c'è stato anche chi ha chiesto di boicottare la società.

### Nuova strategia
Nell'agosto 2011 la guida dell'azienda passa a Denise Morrison (americana del New Jersey, esperienze in Procter & Gamble, Pepsi-Cola, Nabisco) e definita proprio quell'anno l'80ª donna più potente del mondo da Forbes. Nel 2012 Campbell rileva Bolthouse Farms, produttore di succhi, condimenti per insalata e carotine, per 1,55 miliardi di dollari. Gli analisti hanno visto questo come un tentativo di raggiungere i consumatori più giovani. Del resto proprio quell'anno, con l'assunzione di Umang Shah, la società aggiorna l'immagine e il marketing digitale per aumentare la visibilità tra le giovani generazioni. Cambia anche la strategia di crescita del gruppo: se il business tradizionale è stato per 150 anni quello delle zuppe in lattine, dal 2013 si guarda con maggiore interesse a biscotti e merendine per il semplice fatto che le abitudini alimentari dei consumatori sono cambiate e le vendite delle zuppe in lattine sono in calo. Così nel giugno 2013 Campbell acquisisce (per un importo non dichiarato) la multinazionale danese di prodotti da forno Kelsen Group con una rete di distribuzione in 85 paesi e quindi in grado di fornire a Campbell l'opportunità di espansione internazionale, in particolare in Cina e in altri mercati asiatici.
Nel giugno 2015 Campbell Soup rileva il produttore di salsa Garden Fresh Gourmet per una somma di 231 milioni di dollari nel tentativo di espandersi nel business degli alimenti confezionati freschi e biologici. Nel dicembre 2017 completa poi l'acquisizione di Pacific Foods of Oregon, LLC per 700 milioni di dollari e annuncia contemporaneamente quello che è l'accordo maggiore nella storia dell'azienda: l'acquisizione della società di snack Snyder's-Lance (fatturato di 2,2 miliardi di dollari, 6.000 dipendenti, 13 stabilimenti negli Stati Uniti e Regno Unito) per 6,2 miliardi di dollari (50 dollari per azione, riconoscendo un premio del 27%).

### Scontro tra gli azionisti
Nel gennaio 2018 la società ha annunciato la chiusura dello stabilimento canadese di Toronto (380 posti a rischio). In maggio si dimette Denise Morrison, CEO dal 2011. Tempi lunghi per la sostituzione a causa della profonda crisi tra gli azionisti sul futuro dell'azienda che ha una capitalizzazione di Borsa di 12 miliardi di dollari. Da un lato con il 33% del capitale due eredi di Dorrance, Mary Alice Malone e Bennett Dorrance, i quali vogliono mantenere l'autonomia del gruppo. Sul fronte opposto con l'8,6% delle azioni un altro erede, George Strawbridge, che insieme all'hedge fund Third Point del miliardario Daniel Loeb vuole invece vendere la società ad una multinazionale alimentare. In appoggio a Loeb altri gruppi finanziari e hedge fund sono entrati nella compagine azionaria.
Nel gennaio 2019 Mark A. Clouse è eletto nuovo presidente e CEO.

## Pop Art
Nel 1962 l'artista Andy Warhol inserisce in una serie di serigrafie pop art il barattolo di zuppa Campbell.  Il primo lotto del 1962 è costituito da una serie di 32 tele.  Inizialmente i barattoli sono rappresentazioni accurate delle lattine di Campbell, con il progredire della serie diventano più surreali con Warhol che sperimenta schemi di colori invertiti e altre tecniche (molte delle quali sarebbero state usate su altri dipinti di Warhol come le sue celebri serigrafie degli anni sessanta).  
Le serigrafie stesse sono diventate pezzi iconici della pop art, una in particolare: Small Torn Campbell Soup Can (Pepper Pot) (1962), battuta al prezzo di 11,8 milioni di dollari all'asta del 2006.
Nel 2012 le lattine ispirate a Warhol sono tornate sugli scaffali in una partnership esclusiva con Target.